# Pelidnota arnaudi
Pelidnota arnaudi är en skalbaggsart som beskrevs av Soula 2009. Pelidnota arnaudi ingår i släktet Pelidnota och familjen Rutelidae. Utöver nominatformen finns också underarten P. a. rioensis.